# Kurt Stürmer
Kurt Stürmer (* 18. Februar 1926 in Weißwasser; † 15. November 2009 ebenda) war ein deutscher Eishockeyspieler.

## Karriere
Kurt Stürmer begann wie viele Jungen aus Weißwasser schon in seiner Kindheit mit den ersten Schritten auf dem Braunsteich.
Gemeinsam mit Wolfgang Blümel trainierte er erfolgreich in den Weißwasseraner Nachwuchsmannschaften und spielte als Jugendlicher bereits in der Schlesischen Auswahl bei den Deutschen Jugendmeisterschaften in Wien.
Kurt Stürmer erlernte den Beruf eines Glasmachers und war auch später während seiner aktiven Laufbahn als Glasmacher im Spezialglaswerk Einheit in Weißwasser tätig.
Während des Zweiten Weltkrieges geriet er in englische Gefangenschaft. Nach seiner Rückkehr 1948 setzte er sich dafür ein, dass der Eishockeysport in Weißwasser wieder belebt werden konnte.
Als Spieler erkämpfte er mit der Männermannschaft von Dynamo Weißwasser nach einem dritten Platz bei der DDR-Eishockeymeisterschaft 1950 zwölf DDR-Meistertitel (von 1951 bis 1962) in Folge. Außerdem gewann er mit seiner Mannschaft den im schweizerischen La Chaux-de-Fonds ausgetragenen Marvin-Cup und den im italienischen Bozen ausgetragenen Pavoni-Cup.
Kurt Stürmer wurde 62 Mal in der Eishockeynationalmannschaft der DDR eingesetzt und nahm an zwei Eishockey-Weltmeisterschaften teil.
Kurt Stürmer war ein Idol seiner Zeit, da er für eine vorbildliche und faire Spielweise stand. Auch dafür wurde er mit dem Ehrentitel „Meister des Sports“ ausgezeichnet. Nach seiner aktiven Laufbahn gab Kurt Stürmer seine Erfahrungen viele Jahre als Übungsleiter an den Nachwuchs in Weißwasser weiter.

## Erfolge
- 12 DDR-Meister-Titel mit Dynamo Weißwasser
- 2 Weltmeisterschaftsteilnahmen mit der DDR-Mannschaft
- Pavoni-Cup-Sieger 1958
- Marvin-Cup-Sieger 1959

## Ehrungen
- Verleihung des Titels Meister des Sports
- Zu Ehren der Eishockeylegende wurde vor dem Meisterschaftsspiel der Lausitzer Füchse am 20. November 2009 eine Schweigeminute eingelegt.
- Im November 2013 wurde ihm die Ehrenmitgliedschaft der Lausitzer Füchse verliehen.[1]